# Stechosches Haus
Das Stechosche Haus und die Stecho-Scheune in Harpstedt, Amtsfreiheit 8, stammen aus dem 18. und 19. Jahrhundert.
Die Gebäude stehen seit 1989 als Gruppe unter Denkmalschutz (Siehe auch Liste der Baudenkmale in Harpstedt).

## Geschichte
Harpstedt wurde 1203 erstmals urkundlich erwähnt als Harpenstede.
Das eingeschossige verputzte traufständige barocke Wohnhaus des ehemaligen Amtsvogtes, ein Fachwerkhaus mit einem Krüppelwalmdach, wurde zur Mitte des 18. Jahrhunderts wohl um 1760 gebaut. Es gehörte zu einem ansehnlichen Gutshof. Der Vogt leitete die Verwaltungsaufgaben des ehemals Calenbergischen, später königlich-Hannoverschen Amtes Harpstedt am Amtshof Harpstedt. Das Amt wurde 1859 aufgelöst.
Das Anwesen wurde nach dem Amtsvogt Johann Elias Stecho (1722–1797) benannt.
Das Gebäude wird heute (2022) als Wohnhaus und seit 2019 im Obergeschoss als Ferienwohnung Rosenhaus genutzt.
Die Stecho-Scheune, eine Stallscheune als Fachwerkhaus mit Steinausfachungen und Krüppelwalmdach, stammt von 1851. Sie wurde mit Bauteilen der Vorgängerscheune von 1760 (Balkeninschrift) gebaut. Hier wurde einst auch Hopfen getrocknet. 2008 wurde sie unter anderem mit ehrenamtlicher Hilfe saniert und 2010 eingeweiht. Heute ist hier die Touristeninformation Harpstedts.